# Zmiana pasa
Zmiana pasa (ang. Changing lanes) – amerykański thriller z 2002 roku w reżyserii Rogera Michella.

## Obsada
- Ben Affleck – Gavin Banek
- Samuel L. Jackson – Doyle Gipson
- Toni Collette – Michelle
- Sydney Pollack – Stephen Delano
- Richard Jenkins – Walter Arnell
- Ileen Getz – Ellen
- Matt Malloy – Ron Cabot
- Amanda Peet – Cynthia Banek
- Bruce Altman – Joe Kaufman
- William Hurt – sponsor
- Bradley Cooper – Gordon Pinella

## Opis fabuły
W Nowym Jorku ma miejsce kolizja drogowa. Młody adwokat Gavin Banek, śpieszący się do sądu dostarczyć upoważnienie potwierdzające, że pewien umierający człowiek przekazał fundację firmie adwokackiej Baneka, zderzył się z pośrednikiem ubezpieczeniowym Doyle’em Gipsonem, który z kolei również śpieszy się do sądu w celu walki o prawo do widywania swoich dzieci. Kolizja wynikła z winy Baneka, który chce wypisać Gipsonowi czek in blanco, na co ten się nie godzi, gdyż jest to niezgodne z prawem. Banek, poirytowany tym faktem, wsiada do swego mercedesa, odrzucając prośbę Gipsona o podwiezienie do sądu i mówiąc do niego: "powodzenia następnym razem" ("better luck next time").
Po przybyciu do sądu Banek zdaje sobie sprawę, że na miejscu stłuczki zostawił teczkę z dokumentami, bez których nie wygra rozprawy - sędzia dał mu czas na ich odnalezienie do końca dnia. Gipson natomiast spóźnił się 20 minut na rozprawę, na której sąd zakazał mu widywać się z dziećmi.
Banek chce za wszelką cenę odzyskać dokumenty, które są w posiadaniu Gipsona, ale ten, załamany decyzją sądu, nie chce ich oddać, gdyż za współwinnego swojej tragedii uważa on Baneka (uważa, że gdyby Banek podwiózł go do sądu, nie spóźniłby się na rozprawę i sąd wydałby inny wyrok). Banek próbuje więc zmusić Gipsona do oddania dokumentów, i w tym celu zleca wyłączenie jego kredytu (który Gipson chciał przeznaczyć na dom dla rodziny).
Obaj mężczyźni rozpoczynają działania mające na celu osiągnięcie przewagi nad drugim, a w końcu zaczynają kwestionować swoje postępowanie. Film kończy się typowym happy endem - obaj mężczyźni godzą się i próbują kontynuować życie z nowym, pozbawionym egoizmu i chęci zemsty punktem widzenia.